# Héctor Cerrutti
Héctor Armando Cerrutti (San Miguel de Tucumán, Tucumán, 3 de Junio de 1923 - 10 de junio de 2003) fue un futbolista argentino que jugaba como defensor.

## Trayectoria
Cerrutti debutó con la camiseta de Atlético Tucumán en el año 1942. En su primer año se coronó campeón de la Liga Tucumana, junto a los ídolos del club, Santiago Michal y Leónidas van Gelderen. Durante su paso por Atlético compartió equipo con cracks como Armando Benavidez, Francisco Martín y Raúl Martínez. Cerrutti se destacó por su potente remate y por su actuación goleadora mediante los tiros libres y penales. Jugó en el decano de 25 de mayo hasta el año 1949.

## Clubes
| Club                  | País      |
| --------------------- | --------- |
| Club Atlético Tucumán | Argentina |

## Palmarés
| Título                  | Equipo           | País      | Año  |
| ----------------------- | ---------------- | --------- | ---- |
| Liga Tucumana de Fútbol | Atlético Tucumán | Argentina | 1942 |